# ニューメキシコ (原子力潜水艦)
|          |                                                              |
| 艦歴     |                                                              |
| 発注     | 2003年8月14日                                                |
| 起工     | 2008年4月12日                                                |
| 進水     | 2009年1月18日                                                |
| 就役     | 2010年3月27日                                                |
| その後   |                                                              |
| 性能諸元 |                                                              |
| 排水量   | 7,800 t                                                      |
| 全長     | 114.9 m (377 ft)                                             |
| 全幅     | 10.3 m (34 ft)                                               |
| 吃水     |                                                              |
| 機関     | S9G 原子炉                                                   |
| 最大速   | 水上：25ノット (46 km/h) 水中：32ノット (59 km/h)            |
| 潜行深度 | 800 ft (250 m)                                               |
| 兵員     |                                                              |
| 兵装     | VLS 12基 21インチ魚雷発射管 4基                              |
| モットー | Defendemos nuestra tierra (Spanish for "We defend our land") |

ニューメキシコ(USS New Mexico, SSN-779)は、アメリカ海軍の攻撃型原子力潜水艦。バージニア級原子力潜水艦の6番艦。艦名はニューメキシコ州に因む。その名を持つ艦としてはニューメキシコ級戦艦1番艦(BB-40)以来2隻目。

## 艦歴
ニューメキシコの建造は2003年8月14日にバージニア州ノースロップ・グラマン・ニューポート・ニューズ造船所に発注され、2008年4月に起工した。マシントラブルが見つかり当初の予定より遅れたが、2010年3月27日に就役した。